# Иваново (Вяземский район)
Иваново — деревня в Вяземском районе Смоленской области России. Входит в состав Относовского сельского поселения. Население — 6 жителей (2007). 
Расположена в восточной части области в 18 км к западу от Вязьмы, в 3 км севернее автодороги М1 «Беларусь», на берегу реки Сарогощь. В 8 км южнее деревни расположена железнодорожная станция Семлёво на линии Москва — Минск. 

## История
В годы Великой Отечественной войны деревня была оккупирована гитлеровскими войсками в октябре 1941 года, освобождена в марте 1943 года. 